# Nicole Hannak
Nicole Hannak (* 1981) ist eine deutsche Schauspielerin und Synchronsprecherin.

## Leben
Nicole Hannak absolvierte eine Sprach- und Schauspielausbildung bei Eletra de Salvo, Dagmar Puchalla und Karin Forst-Wilke. Parallel dazu nahm sie Gesangsunterricht bei Sam Thiel und besuchte bis 2004 die Stage School Hamburg.
Nachdem sie ihre Ausbildung abgeschlossen hatte, fing sie mit dem Synchronsprechen an. Seit 2007 hört man sie in vielen Berliner Synchronisationen. Ihre erste Hauptrolle erhielt sie 2006, in der Serie Fosters Haus für Fantasiefreunde, in welcher sie die Hauptrolle Frankie Foster sprach. Es folgten weitere Engagements, beispielsweise in der US-amerikanischen Dramedy-Serie Desperate Housewives als Jennifer, in Mad Men als Megan Calvet und in Bones – Die Knochenjägerin als Neviah Larkin. In CSI: New York, Samantha Who? und Dr. House vertonte Hannak weitere Gastdarsteller, in One Tree Hill synchronisierte sie erstmals eine größere, wiederkehrende Rolle. In den Animationsserien Ikki Tousen und Vampire Knight sprach Hannak unter der Regie von Tanja Schmitz Shiryuu Chouun bzw. Seiren.
Nicole Hannak etablierte sich zudem als deutsche Feststimme von Alexandra Roach (Anna Karenina, One Chance – Einmal im Leben) und Camilla Luddington (Grey’s Anatomy, Californication). 2012 sprach sie Arielle Kebbel in Denk wie ein Mann und Leven Rambin in Die Tribute von Panem – The Hunger Games sowie Percy Jackson – Im Bann des Zyklopen.
Nicole Hannak lebt in Berlin.

## Filmografie (Auswahl)
- 2003: Gustav Gans, Regie: D. Mad (Musikvideo der Beginner)
- 2005: SOKO Wismar, Regie: A. Bock
- 2006: Das Anliegen, Regie: P. Seidel
- 2006: Versetzt in Berlin, Regie: J. Reedner
- 2007: Victorias Sekret, Regie: L. Grothe

## Synchronisation (Auswahl)
Alexandra Roach
- 2010: Der Verdacht des Mr. Whicher: Der Mord von Road Hill House … als Constance Kent
- 2012: Anna Karenina … als Gräfin Nordston
- 2012: Private Peaceful – Mein Bruder Charlie … als Molly Monks
- 2013: One Chance – Einmal im Leben … als Julz
- 2013: Vicious … als Chloe
- 2014: Cuban Fury – Echte Männer tanzen … als Helen
- 2016: The Huntsman & The Ice Queen … als Doreena

Teresa Palmer
- 2014: Kill Me Three Times – Man stirbt nur dreimal … als Lucy Webb
- 2016: The Choice – Bis zum letzten Tag … als Gabby
- 2016: Triple 9 … als Michelle Allen
- 2016: Hacksaw Ridge – Die Entscheidung … als Dorothy Schutte
- 2016: Message from the King … als Kelly
- 2019: A Discovery of Witches … als Diana Bishop

Frankie Shaw
- 2011: Blue Mountain State ab Staffel 2 … als Mary Jo Cacciatore
- 2013: The Pretty One … als Claudia
- 2013: Hello Ladies … als Nikki
- 2014: Hello Ladies: Der Film … als Nikki
- 2014: Verrückt nach Barry … als Camille
- 2015: Mr. Robot … als Shayla
- 2015: Mulaney … als Julia
- 2016: Blue Mountain State: The Rise of Thadland … als Mary Jo Cacciatore
- 2017: Stronger … als Gail Hurley

Melissa Benoist
- 2012: Glee … als Marley Rose
- 2015: Mr. Collins’ zweiter Frühling … als Jamie
- 2016: Boston … als Katherine Russell
- 2016: Lowriders … als Lorelai

Valorie Curry
- 2011: CSI: NY … als Hannah McCray
- 2013–2015: The Following … als Emma Hill
- 2017–2019: The Tick … als Dot Everest

Tabitha St. Germain
- 2009–2011: Coop gegen Kat … als Phoebe
- 2019: Ninjago … als Akita

Claire Holt
- 2012–2014: Vampire Diaries … als Rebekah
- 2013–2018: The Originals … als Rebekah

Leven Rambin
- 2012: Die Tribute von Panem – The Hunger Games … als Glimmer
- 2013: Percy Jackson – Im Bann des Zyklopen … als Clarisse La Rue

Camilla Luddington
- 2013: Californication … als Lizzie
- seit 2013: Grey’s Anatomy … als Dr. Jo Wilson

### Filme
- 2009: Powder Blue – für Riki Lindhome … als Nicole
- 2009: Spectacular! – für Victoria Justice … als Tammi
- 2009: Halloween II – für Scout Taylor-Compton … als Laurie Strode
- 2010: Black Swan – für Kristina Anapau … als Galina
- 2010: The Social Network – für Rooney Mara … als Erica Albright
- 2010: Twelve – für Esti Ginzburg … als Sara Ludlow
- 2010: Jackass 3D – für Terra Jole … als Terra Jole
- 2010: Burlesque – für Tanee McCall … als Scarlett
- 2011: Girls Club 2 – Vorsicht bissig! – für Nicole Anderson … als Hope Plotkin
- 2011: Happy New Year – für Shea Curry … als Wendy
- 2012: Step Up: Miami Heat – für Kathryn McCormick … als Emily Anderson
- 2012: Sparkle – für Jordin Sparks … als Sparkle
- 2012: Spring Breakers – für Ashley Benson … als Brit
- 2012: Denk wie ein Mann – für Arielle Kebbel … als Gina
- 2012: Madagascar 3 – für Paz Vega … als Esperanza
- 2012: Magic Mike – für Camryn Grimes … als Birthday Girl
- 2013: Inuk – für Sara Lyberth … als Naja
- 2013: Jack und das Kuckucksuhrherz – für Élisabet Maistre … als Anna
- 2014: Mädelsabend – für Sarah Wright … als Denise
- 2014: Liebe im Gepäck – für Jill Scott … als Gail
- 2015: Es ist kompliziert..! – für Ophelia Lovibond … als Jessica
- 2015: Project Almanac – für Sofia Black-D’Elia … als Jessie
- 2018: Blurt – Voll verplappert – für Aliza Vellani … als Mrs. McCann
- 2019: Last Christmas – für Jade Anouka … als Alba
- 2019: Anna – für Lera Abova … als Maude
- 2020: Knives Out – Mord ist Familiensache – für Riki Lindhome … als Donna Thrombey
- 2020: Der Spion von nebenan – für Nicola Correia-Damude … als Christina

### Serien
- 2006: Ruby Gloom – für Stacey DePass … als Iris
- 2008–2009: Blue Dragon – für Konomi Tsuboi … als Phönix
- 2008–2009, 2014: One Tree Hill – für Kelsey Chow … als Gigi Silveri
- 2010: Maid-sama – für Ayumi Fujimura … als Misaki Ayuzawa
- 2011: Sea Patrol – für Saskia Burmeister … als Nikki Caetano
- 2011–2015: Boardwalk Empire – für Kelly Macdonald … als Margaret Thompson
- 2011–2015: Mad Men – für Jessica Paré … als Megan Draper
- 2012: Austin & Ally – für Ashley Fink … als Mindy
- 2012: Downton Abbey – für Clare Calbraith … als Jane Moorsum
- 2012–2013: Make It or Break It – für Nicole Gale Anderson … als Kelly Parker
- 2012–2014: Winx Club – für Ariana Grande … als Prinzessin Diaspro
- 2013: Emily Owens – für Mamie Gummer … als  Emily Owens
- 2013: Glee – für Melissa Benoist … als Marley Rose
- 2013: Pan Am – für Ashley Greene … als Amanda Mason
- 2013: Pretty Little Liars – für Natalie Hall … als Kate Randall
- 2013: Sanjay & Craig – für Grey DeLisle … als Sandy Dickson
- 2013–2015: Grimm – für Claire Coffee … als Adelind Schade
- 2013–2017: Vikings – für Maude Hirst … als Helga
- 2014–2015: Shigatsu wa Kimi no Uso – Sekunden in Moll – für Saori Hayami … als Emi Igawa
- 2014–2016: Violetta – für Clara Alonso … als Angeles „Angie“ Saramego
- seit 2014: Chicago P.D. – für Marina Squerciati … als Kim Burgess
- 2014–2020: Marvel’s Agents of S.H.I.E.L.D. – für Elizabeth Henstridge … als Jemma Simmons
- 2014–2018: Star Wars Rebels – für Tiya Sircar … als Sabine Wren
- 2015: Fortitude – für Jessica Raine … als Jules Sutter
- 2015: Proof – für Caroline Kaplan … als Janel Ramsey
- 2015: High School D×D – für Maaya Uchida … als Irina Shidō
- 2015: Rita – für Lise Baastrup … als Hjørdis
- 2015–2016: Scorpion – für Camille Guaty … als Megan O’Brien
- 2015–2016: Velvet – für Miriam Giovanelli … als Patricia Márquez
- 2016: Attack on Titan – für Yui Ishikawa … als Mikasa Ackermann
- 2016–2017: My Little Pony – Freundschaft ist Magie – für Kelly Sheridan … als Starlight Glimmer
- seit 2017: Enchantimals – für Diana Kaarina … als Danessa Deer
- 2018–2021: The Hunter – für Miriam Dalmazio … als Giada Stranzi
- 2018–2022: Bull – für MacKenzie Meehan … als Taylor Rentzel
- 2019–2020: Team Kaylie – für Bryana Salaz … als Kaylie Konrad
- 2023: Ahsoka – für Natasha Liu Bordizzo … als Sabine Wren

### Videospiele
- 2011: Sonic Generations – Stimme von Cream the Rabbit
- 2011: Star Fox 64 3D – Stimme von Slippy Toad, Katt Monroe und Spyborg
- 2013: Professor Layton und das Vermächtnis von Aslant – Stimme von Aurora
- 2014: Sonic Boom: Lyrics Aufstieg – Stimme von Sticks the Badger und MAIA
- 2014: Sonic Boom: Der zerbrochene Kristall – Stimme von Sticks the Badger
- 2016: Mario & Sonic bei den Olympischen Spielen Rio 2016 – Stimme von Cream the Rabbit und Sticks the Badger
- 2016: Sonic Boom: Feuer & Eis – Stimme von Sticks the Badger
- 2017: Assassin’s Creed Origins – Stimme von Aya
- 2018: Detroit: Become Human – Stimme von Kara
- 2019: Mario & Sonic bei den Olympischen Spielen Tokyo 2020 – Stimme von Cream the Rabbit
- 2020: Cyberpunk 2077 – Stimme von Alt Cunningham
- 2024: Sonic X Shadow Generations – Stimme von Cream the Rabbit